# Mahals de la Jungla
Jungle Mahals (Mahals de la Jungla) fou un antic districte britànic a la baixa Bengala. Era originalment un terme imprecís aplicat al segle XVIII tant a les possessions britàniques com als estats semiindependents situats entre els districtes de Birbhum, Bardwan i Bankura, i el país muntanyós de Chhota Nagpur. Quan l'administració va esdevenir més precisa, es va veure l'inconvenient d'un nom tan poc precis i la regulació XVIII de 1805 va erigir Jungle Mahals en districte regular i definit incloent 15 parganes o mahals del districte de Birbhum (incloent-hi Pachete), tres del districte de Bardwan (incloent-hi la major part de Bishnupur), i 5 del districte de Midnapur (incloent-hi Manbhum i Barabhum). El districte separat fou abolit per la regulació XIII de 1833 i el territori redistribuït entre els districtes veïns i formà dia la part occidental del districte de Birbhum, i parts de Santal Parganas, Bankura i Midnapur, i la part oriental de la divisió de Chhota Nagpur (especialment Manbhum).